# 俗物図鑑
『俗物図鑑』（ぞくぶつずかん）は、1972年に発行された筒井康隆の長編SF小説。1982年にそれが原作の映画が公開された。
1972年に新潮社から単行本が刊行され、1976年に新潮文庫として文庫化。1982年に、内藤誠・監督、桂千穂・脚本で、内藤誠の手によって自主映画化。映画では、実在する評論家が役を演じている。

## あらすじ
風巻機工の営業第二課長である雷門享介と営業庶務の平松礼子は、お歳暮会議をしていた。その頃、風巻機工社長の風巻扇太郎は盗聴が趣味で、偶然にもお歳暮会議中の部屋に仕掛けたマイクの周波数に合わせて、盗聴していた。マイクからは、2人が『交わっている』声が聞こえていた。これを聞いて、扇太郎は激昂。
その後、礼子は会社をクビになってしまうが、享介とは関係が続いていた。享介はガンマ・ジーゼル資材課長の本橋を接待しに、『青磁』というスナックに行く。享介は「接待のプロ」である。その後、享介は本橋と別れ、『KO』に一人で行く。そこには常連のスポーツ紙記者の片桐、紙器会社営業係長の上島がいた。片桐は人々が吐いた "吐瀉物" から、その人はどんな職業で、何の病気を持っていて、何を食べたかを判別できる、「吐瀉物のプロ」であった。
会社の便所では、部下の小口昭之助に口臭を指摘される。昭之助は「口臭のプロ」で、その人にどのような症状があるか判別できる能力を持っていた。そのあと、礼子のアパートに行き、媾合をしようとした瞬間、礼子の兄でベストセラーを毎回出す、平松景吉が現れる。彼は、享介を「接待のプロ」ということを耳にし、本を執筆してもらいたい、ということを言った。享介はそれを受け入れた。
享介が家に帰ると、息子の豪介と妻の比呂子から、家を追い出されてしまう。享介があまり家に帰らず、接待ばかりしていたのが原因だった。
会社では、昭之助と享介が結託して、扇太郎が盗聴しているという証拠を見つけ、扇太郎に迫った。扇太郎は享介に500万円を渡す代わりに、社長の座から逃げ出したいと告げる。
その頃、本橋は浮気で妻に追い出され蒸発、礼子・享介と一緒に、『梁山泊』というアパートに入居する。さらに、本橋は享介に自らがずっと会社の金を盗んでいたという「泥棒」であったことを打ち明かす。景吉も本橋に泥棒の仕方を執筆してもらおうと頼む。アパートでは一階に礼子の事務所を構え、贈答コンサルタントを始めた。
扇太郎は、夫保田鉄工創業百年記念パーティに出席し、そこで西条機械社長で「宴会のプロ」の西条圭一と出会う。圭一はスピーチで、緊張で間違って夫保田鉄工の商売敵でもあるガンマ・ジーゼルを称賛する内容の事をしゃべってしまい、扇太郎経由で蒸発を頼み、扇太郎・圭一ともに蒸発し、梁山泊へ逃げる。
そして享介は、梁山泊の "俗物" 達と知り合いの "俗物" 達を集めて、『梁山泊プロダクション』という評論家の事務所をつくり、自ら社長となる。

## 登場人物

### 梁山泊プロダクション
雷門享介
元風巻機工営業第二課長。梁山泊プロの社長で、接待評論家。
平松礼子
元風巻機工営業庶務。贈答評論家。
風巻扇太郎
元風巻機工二代目社長。養子。盗聴評論家。
小口昭之助
元享介の部下で、享介の後任の営業第二課長。口臭評論家。享介の秘書。
本橋浪夫
元ガンマ・ジーゼル資材課長。横領評論家。
沼田峰子
元風巻機工の英文タイピスト。万引き評論家・月経評論家。
片桐孝太郎
元スポーツ紙記者。反吐評論家。
杉沢亜香（あこ）
連続放火魔。火事評論家。片桐がスカウトした。
城亀吉
元アパート『梁山泊』の管理人。出歯亀評論家。天井裏に侵入するプロでもある。
平松景吉
礼子の兄。ベスト・セラー評論家。梁山泊出版部を受け持っている。
西条圭一
元西条機械四代目社長。養子だった。パーティ評論家。
芥山虫右衛門
天涯孤独の老いぼれ。皮膚病評論家。様々な皮膚病に罹患している。
平戸源五郎
元高丸アパート宣伝課長。麻薬評論家。享介がスカウトした。
深山玄蔵
元大手会社の総務部長。痰壺評論家。
雷門豪介
享介の息子。カンニング評論家。
羽根田俊也
元写真家。飛行機を墜落させようとした犯罪者。墜落評論家。
九十九八十八
元鉄工所の経営者。何度自殺を試みても、自殺ができない。自殺評論家。
歌川華子
女医。性病評論家。

### 風巻機工
樋口
風巻機工専務。風巻家の親戚にあたる。
樋口美智子
専務の娘。
樋口夫人
専務の妻。

### 星雲テレビ
松沢
星雲テレビの番組『ミッドナイト・ショー』のプロデューサー。
金沢達四郎
弁護士。『ミッドナイト・ショー』の観客。片桐孝太郎に吐瀉物の判定を受けた。

### 深山家
深山智子
玄蔵の娘。玄蔵を嫌っている。

### 記者
土井
朝売新聞の記者。
樋口
朝売新聞社会部の記者。
羽島
産日新聞の記者。
山岸
読経新聞の記者。

## 映画
『俗物図鑑』は、1982年に公開された日本映画。原作は筒井康隆の『俗物図鑑』。主演は平岡正明、巻上公一など。評論家プロダクションの物語を平岡をはじめとする評論家、文化人が実際に演じているのが特徴で、プロの俳優は入江若葉ほか少数である。監督、脚本の内藤、桂の個人出資によって制作。多くのメンバーがボランティア参加した自主映画。興行形態の詳細は不明。
第9回映画ファンのための映画まつり（おおさか映画祭）「自主映画賞」受賞作。

### キャスト
- 平岡正明 - 雷門享介(接待評論家)
- 巻上公一 - 小口昭之助(口臭評論家)
- 南伸坊 - 風巻扇太郎(盗聴評論家)
- 伊藤幸子 - 杉沢亜香(火事評論家)
- 栗林由美子 - 沼田峰子(万引き評論家・月経評論家)
- 山本晋也 - 城亀吉(出歯亀評論家)
- 大林宣彦 - 九十九八十八(自殺評論家)
- 土方聡司 - 羽根田俊也(墜落評論家)
- 黒岩秀行 - 雷門豪介(カンニング評論家)
- 山城新伍 - 片桐孝太郎(反吐評論家)
- 安岡力也 - 西条圭一(パーティ評論家)
- 入江若葉 - 平松礼子(贈答評論家)
- 朝比奈順子 - 歌川華子(性病評論家)
- 海琳正道 - 平戸源五郎(麻薬評論家)
- 上杉清文 - 本橋浪夫(横領評論家)
- 牧口元美 - 芥山虫右衛門(皮膚病評論家)
- 末井昭 - 平松景吉(ベスト・セラー評論家)
- 四方田犬彦 - 片眼の評論家
- 手塚眞 - Xマン(街頭インタビューされる男性)
- 竹中労 - 大屋壮海(映画オリジナルキャラクター・マスコミ界の黒幕)

### 主題歌
『筋肉とフルーツ』
作詞：巻上公一
作曲：海琳正道

### 製作

#### 企画
当時脚本作品が続々映画化されていた桂千穂に1982年始めの頃、にっかつから「戸川昌子の『夢魔』をエロス大作でやりたいのでホンを書いてくれ」と発注があった。監督は小沼勝、主演は樋口可南子と伝えられた。桂は大喜びで内藤誠と旅館で1カ月籠り、ホンを書いた。二人は樋口へのラブレターのつもりで書いたが、樋口から出演を断られた。桂は樋口に対して「『北斎漫画』一本で人気が出た女優。あれは新藤兼人監督の演出力で、樋口はただ裸になって画面を歩き廻ってただけじゃないか。あの程度の女優に馬鹿にされるなんて。役者ともいえない女の子に何で…」と怒りがこみ上げ、「よォし、俳優一切使わないで映画を撮ってやる」と私怨に溢れたことが企画の発端という。「永六輔や白井佳夫、藤田敏八、大林宣彦なんかは皆素人なのに芝居が上手いから、評論家や文化人だけを集めて映画が出来ないか」と考えた。平岡正明の紹介で桂と内藤で筒井康隆に会うと、筒井から「原稿料は儲かってからでいいよ」と言ってもらった。

#### 脚本・撮影
1982年5月にシナリオが完成。山藤章二装丁の台本を印刷し、ATGにシナリオを持ち込んだが以降、音沙汰なしとなった。その後、松田政男から、同じ筒井原作でATGに持ち込まれていた中村幻児監督の『ウィークエンド・シャッフル』がキャンセルされたと聞かされた。絶対の自信作として他の映画会社にも企画を持ち込むが全て断られた。これを憐れんだ岡田茂東映社長から「衣装小道具もスタジオも撮影所にある物は何でも使っていいぞ」と言われため、自主製作を決意し、内藤の東映の同期・工藤寛治と束田成太郎が600万円の製作費で予算を作った。出資はほとんど桂で、工藤と束田が貯金から少し出し、内藤は全く出資していない。自主製作を決意したが、筒井作品の女たちは強烈で、男は何とかなるにしても女はプロの女優でなければ無理だろうと悟った。企画を聞いた山城新伍と入江若葉、朝比奈順子から「何があっても出たい」と申し出があった。
桂は後年「『俗物図鑑』を映画化した頃が僕のピークじゃないですか、自分の金で、好きなことをやったんですから。言うことはありません」と述べた。先にスタッフのギャラを払い、キャストは全員ボランティアで出演してもらうことになった。それで桂千穂と付き合いの深い大林宣彦が、自殺評論家・九十九八十八として出演した。このお礼として内藤が翌1983年、大林監督の『時をかける少女』に新人・原田知世の父親役として出演した。内藤は大林と意気投合して、大林が『廃市』を撮りたいと知り、脚本を申し出た。